# Ballon d’Or 2024
Der 68. Ballon d’Or (französisch für Goldener Ball) wurde von der Zeitschrift France Football am 28. Oktober 2024 an den „Weltfußballer des Jahres“ verliehen. Bei der Zeremonie, die in Paris im Théâtre du Châtelet stattfand, wurden daneben die „Weltfußballerin des Jahres“ mit dem 6. Ballon d’Or féminin, der „Welttorhüter des Jahres“ mit der 5. Jaschin-Trophäe, der „weltbeste U21-Spieler des Jahres“ mit der 6. Kopa-Trophäe und der „Torjäger des Jahres“ mit der 4. Gerd-Müller-Trophäe geehrt. Zudem wurden zum dritten Mal der „Sócrates-Preis“ für soziales Engagement vergeben sowie zum zweiten Mal die Mannschaft des Jahres im Männer- und Frauenfußball und erstmals die Trainer des Jahres im Männer- und Frauenfußball mit der Johan-Cruyff-Trophäe geehrt. Ausgezeichnet wurden Rodri (Ballon d’Or), Aitana Bonmatí (Ballon d’Or féminin), Emiliano Martínez (Jaschin-Trophäe), Lamine Yamal (Kopa-Trophäe), Harry Kane sowie Kylian Mbappé (Gerd-Müller-Trophäe), Carlo Ancelotti sowie Emma Hayes (Johan-Cruyff-Trophäe), Jennifer Hermoso (Sócrates-Preis), Real Madrid (Mannschaft des Jahres, Männer) und der FC Barcelona (Mannschaft des Jahres, Frauen).

## Abstimmungsmodi
Am 4. September 2024 wurden von der France-Football-Redaktion die nominierten Spieler für den Ballon d’Or (30), Ballon d’Or féminin (30), die Jaschin-Trophäe (10) und die Kopa-Trophäe (10) veröffentlicht. Zudem wurden die jeweils sechs Nominierten für den neuen Preis Trainer des Jahres im Männer- und Frauenfußball bekanntgegeben.
Beim Preis Mannschaft des Jahres wurden im Männer- und Frauenfußball erstmals vorab jeweils fünf Teams nominiert. 2022 hatte es den Verein des Jahres gegeben, der die meisten Spieler beim Ballon d’Or und Ballon d’Or féminin stellte. 2023 wurde im Männer- und Frauenfußball eine Mannschaft des Jahres ausgezeichnet, die beim Ballon d’Or bzw. Ballon d’Or féminin die meisten Nominierten stellte.
Die Gewinner wurden am 28. Oktober 2024 in Paris im Théâtre du Châtelet geehrt.
Wahlberechtigt war je ein Journalist pro Land aus der Top 100 der FIFA-Weltrangliste der Männer bzw. Top 50 der FIFA-Weltrangliste der Frauen. Relevant waren die individuellen Leistungen der Nominierten, das Abschneiden ihrer Mannschaften sowie ihr Talent und Sportsgeist.
Gewählt wurde in folgenden Modi:
- Ballon d’Or: Jeder der 100 Journalisten vergab an zehn Spieler eine Punktzahl von 15, 12, 10, 8, 7, 5, 4, 3, 2 oder 1. Der Spieler mit der höchsten Punktzahl gewann; bei Gleichstand hätte derjenige gewonnen, der öfter auf den 1. Platz (15 Punkte) gesetzt wurde.
- Ballon d’Or féminin: Jeder der 50 Journalisten vergab an zehn Spielerinnen eine Punktzahl von 15, 12, 10, 8, 7, 5, 4, 3, 2 oder 1. Die Spielerin mit der höchsten Punktzahl gewann; bei Gleichstand hätte diejenige gewonnen, die öfter auf den 1. Platz (15 Punkte) gesetzt wurde.
- Jaschin-Trophäe: Dieselben Journalisten, die den Ballon-d’Or-Gewinner wählten, vergaben an drei Torhüter eine Punktzahl von 5, 3, oder 1. Der Torhüter mit der höchsten Punktzahl gewann; bei Gleichstand hätte derjenige gewonnen, der öfter auf den 1. Platz (5 Punkte) gesetzt wird.
- Kopa-Trophäe: Wahlberechtigt waren ausschließlich frühere Ballon-d’Or-Gewinner. Diese vergeben an drei Spieler eine Punktzahl von 5, 3, oder 1. Der Spieler mit der höchsten Punktzahl gewann; bei Gleichstand hätte derjenige gewonnen, der öfter auf den 1. Platz (5 Punkte) gesetzt wurde.
- Gerd-Müller-Trophäe: Hier erfolgte keine Abstimmung. Es gewann der Spieler, der in der Saison 2023/24 im Verein (Pflichtspiele) und in der Nationalmannschaft die meisten Tore erzielte.
- Trainer des Jahres: Die Jury des Ballon d’Or bzw. Ballon d’Or féminin vergab an zwei Trainer eine Punktzahl von 2 oder 1. Der Trainer mit der höchsten Punktzahl gewann.
- Mannschaft des Jahres: Die Jury des Ballon d’Or bzw. Ballon d’Or féminin wählte ein Team aus. Das am häufigsten genannte Team gewann.

## Ballon d’Or

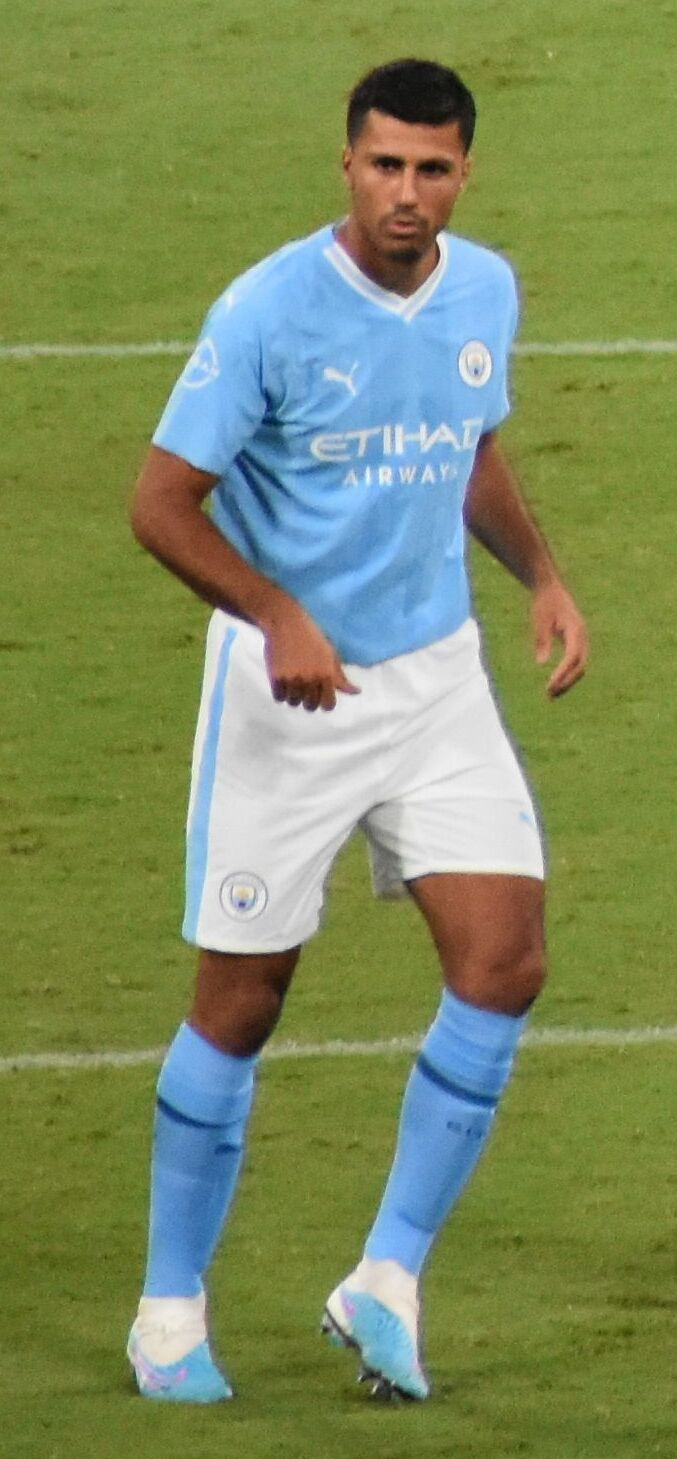
„Weltfußballer des Jahres 2024“:
Rodri (2023)

Erstmals seit 2003 wurden weder der Rekordgewinner Lionel Messi (8 Titel) noch der Zweitplatzierte Cristiano Ronaldo (5), die den Ballon d’Or gemeinsam von 2008 bis 2017 durchgehend gewonnen hatten, nominiert. Der Gewinner Rodri, der 41 Punkte mehr als Vinícius Júnior erhielt, wurde mit Manchester City englischer Meister. Bei der Europameisterschaft 2024 gewann der defensive Mittelfeldspieler mit der spanischen Nationalmannschaft den Titel; zudem wurde er als bester Spieler des Turniers ausgezeichnet. Rodri wurde damit nach Alfredo Di Stéfano (1957, 1959) und Luis Suárez (1960) zum dritten spanischen Ballon-d’Or-Gewinner.
| Platz | Nat.        | Spieler            | Alter | Verein(e) 2023/24            | Punkte |
| ----- | ----------- | ------------------ | ----- | ---------------------------- | ------ |
| 01.   | Spanien     | Rodri              | 28    | Manchester City              | 1170   |
| 02.   | Brasilien   | Vinícius Júnior    | 24    | Real Madrid                  | 1129   |
| 03.   | England     | Jude Bellingham    | 21    | Real Madrid                  | 917    |
| 04.   | Spanien     | Dani Carvajal      | 32    | Real Madrid                  | 550    |
| 05.   | Norwegen    | Erling Haaland     | 24    | Manchester City              | 432    |
| 06.   | Frankreich  | Kylian Mbappé      | 25    | Paris Saint-Germain          | 420    |
| 07.   | Argentinien | Lautaro Martínez   | 27    | Inter Mailand                | 402    |
| 08.   | Spanien     | Lamine Yamal       | 17    | FC Barcelona                 | 383    |
| 09.   | Deutschland | Toni Kroos         | 34    | Real Madrid                  | 291    |
| 10.   | England     | Harry Kane         | 31    | FC Bayern München            | 201    |
| 11.   | England     | Phil Foden         | 24    | Manchester City              | 157    |
| 12.   | Deutschland | Florian Wirtz      | 21    | Bayer 04 Leverkusen          | 101    |
| 13.   | Spanien     | Dani Olmo          | 26    | RB Leipzig                   | 86     |
| 14.   | Nigeria     | Ademola Lookman    | 27    | Atalanta Bergamo             | 82     |
| 15.   | Spanien     | Nico Williams      | 22    | Athletic Bilbao              | 73     |
| 16.   | Schweiz     | Granit Xhaka       | 32    | Bayer 04 Leverkusen          | 60     |
| 17.   | Uruguay     | Federico Valverde  | 26    | Real Madrid                  | 58     |
| 18.   | Argentinien | Emiliano Martínez  | 32    | Aston Villa                  | 28     |
| 19.   | Norwegen    | Martin Ødegaard    | 25    | FC Arsenal                   | 16     |
| 20.   | Turkei      | Hakan Çalhanoğlu   | 30    | Inter Mailand                | 15     |
| 21.   | England     | Bukayo Saka        | 23    | FC Arsenal                   | 14     |
| 22.   | Deutschland | Antonio Rüdiger    | 31    | Real Madrid                  | 13     |
| 23.   | Portugal    | Rúben Dias         | 27    | Manchester City              | 8      |
| 24.   | Frankreich  | William Saliba     | 23    | FC Arsenal                   | 8      |
| 25.   | England     | Cole Palmer        | 22    | Manchester City / FC Chelsea | 7      |
| 26.   | England     | Declan Rice        | 25    | FC Arsenal                   | 5      |
| 27.   | Portugal    | Vitinha            | 24    | Paris Saint-Germain          | 5      |
| 28.   | Spanien     | Alejandro Grimaldo | 29    | Bayer 04 Leverkusen          | 2      |
| 29.   | Deutschland | Mats Hummels       | 35    | Borussia Dortmund            | 0      |
| 29.   | Ukraine     | Artem Dowbyk       | 27    | SK Dnipro-1 / FC Girona      | 0      |

## Ballon d’Or féminin

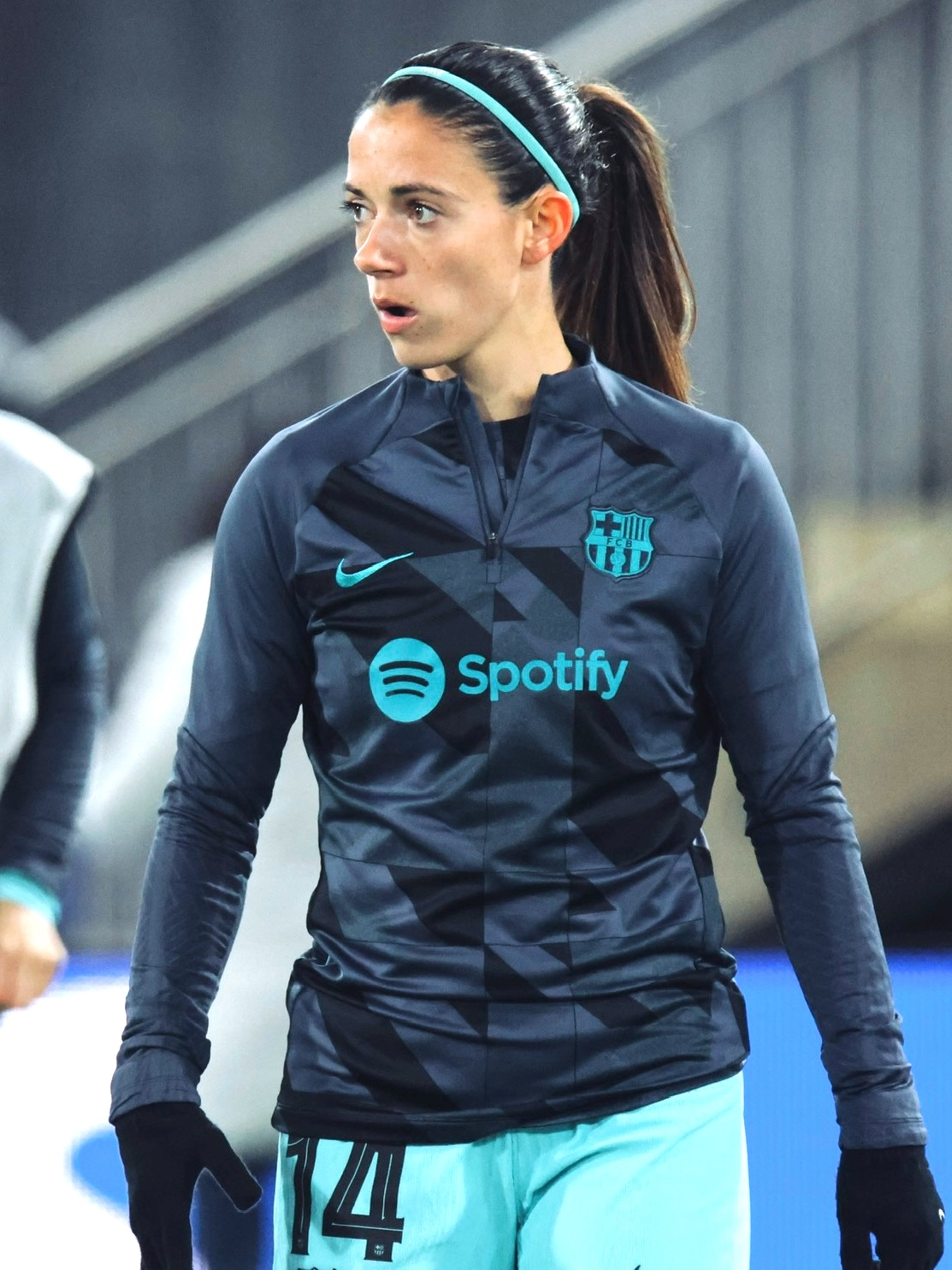
„Weltfußballerin des Jahres 2024“:
Aitana Bonmatí (2024)

Die Spanierin Aitana Bonmatí gewann zum zweiten Mal in Folge den Ballon d’Or féminin. Zuvor hatte sie mit dem FC Barcelona u. a. die spanische Meisterschaft und die Champions League gewonnen.
| Platz | Nat.               | Spielerin                 | Alter | Verein(e) 2023/24                    | Punkte |
| ----- | ------------------ | ------------------------- | ----- | ------------------------------------ | ------ |
| 01.   | Spanien            | Aitana Bonmatí            | 26    | FC Barcelona                         | 675    |
| 02.   | Norwegen           | Caroline Graham Hansen    | 29    | FC Barcelona                         | 392    |
| 03.   | Spanien            | Salma Paralluelo          | 20    | FC Barcelona                         | 246    |
| 04.   | Vereinigte Staaten | Sophia Smith              | 24    | Portland Thorns                      | 228    |
| 05.   | Vereinigte Staaten | Lindsey Horan             | 30    | Olympique Lyon                       | 169    |
| 06.   | Vereinigte Staaten | Mallory Swanson           | 26    | Chicago Red Stars                    | 164    |
| 07.   | Frankreich         | Marie-Antoinette Katoto   | 25    | Paris Saint-Germain                  | 142    |
| 08.   | Spanien            | Mariona Caldentey         | 28    | FC Barcelona                         | 142    |
| 09.   | Vereinigte Staaten | Trinity Rodman            | 22    | Washington Spirit                    | 137    |
| 10.   | Spanien            | Alexia Putellas           | 30    | FC Barcelona                         | 130    |
| 11.   | Spanien            | Patricia Guijarro         | 26    | FC Barcelona                         | 117    |
| 12.   | Sambia             | Barbra Banda              | 24    | Shanghai Shengli / Orlando Pride     | 92     |
| 13.   | England            | Lauren James              | 23    | FC Chelsea                           | 83     |
| 14.   | Norwegen           | Ada Hegerberg             | 29    | Olympique Lyon                       | 83     |
| 15.   | Jamaika            | Khadija Shaw              | 27    | Manchester City                      | 78     |
| 16.   | Malawi             | Tabitha Chawinga          | 28    | Paris Saint-Germain                  | 70     |
| 17.   | Vereinigte Staaten | Alyssa Naeher             | 36    | Chicago Red Stars                    | 52     |
| 18.   | Brasilien          | Gabi Portilho             | 29    | Corinthians São Paulo                | 47     |
| 19.   | Deutschland        | Giulia Gwinn              | 25    | FC Bayern München                    | 42     |
| 20.   | England            | Lucy Bronze               | 33    | FC Barcelona                         | 40     |
| 21.   | Kolumbien          | Mayra Ramírez             | 25    | UD Levante / FC Chelsea              | 36     |
| 22.   | Island             | Glódís Perla Viggósdóttir | 29    | FC Bayern München                    | 26     |
| 23.   | Brasilien          | Tarciane                  | 21    | Corinthians São Paulo / Houston Dash | 24     |
| 24.   | Deutschland        | Lea Schüller              | 26    | FC Bayern München                    | 24     |
| 25.   | Deutschland        | Sjoeke Nüsken             | 23    | FC Chelsea                           | 15     |
| 26.   | Japan              | Yui Hasegawa              | 27    | Manchester City                      | 11     |
| 27.   | Italien            | Manuela Giugliano         | 27    | AS Rom                               | 10     |
| 28.   | England            | Lauren Hemp               | 24    | Manchester City                      | 5      |
| 29.   | Polen              | Ewa Pajor                 | 27    | VfL Wolfsburg                        | 2      |
| 30.   | Frankreich         | Grace Geyoro              | 27    | Paris Saint-Germain                  | 1      |

## Jaschin-Trophäe

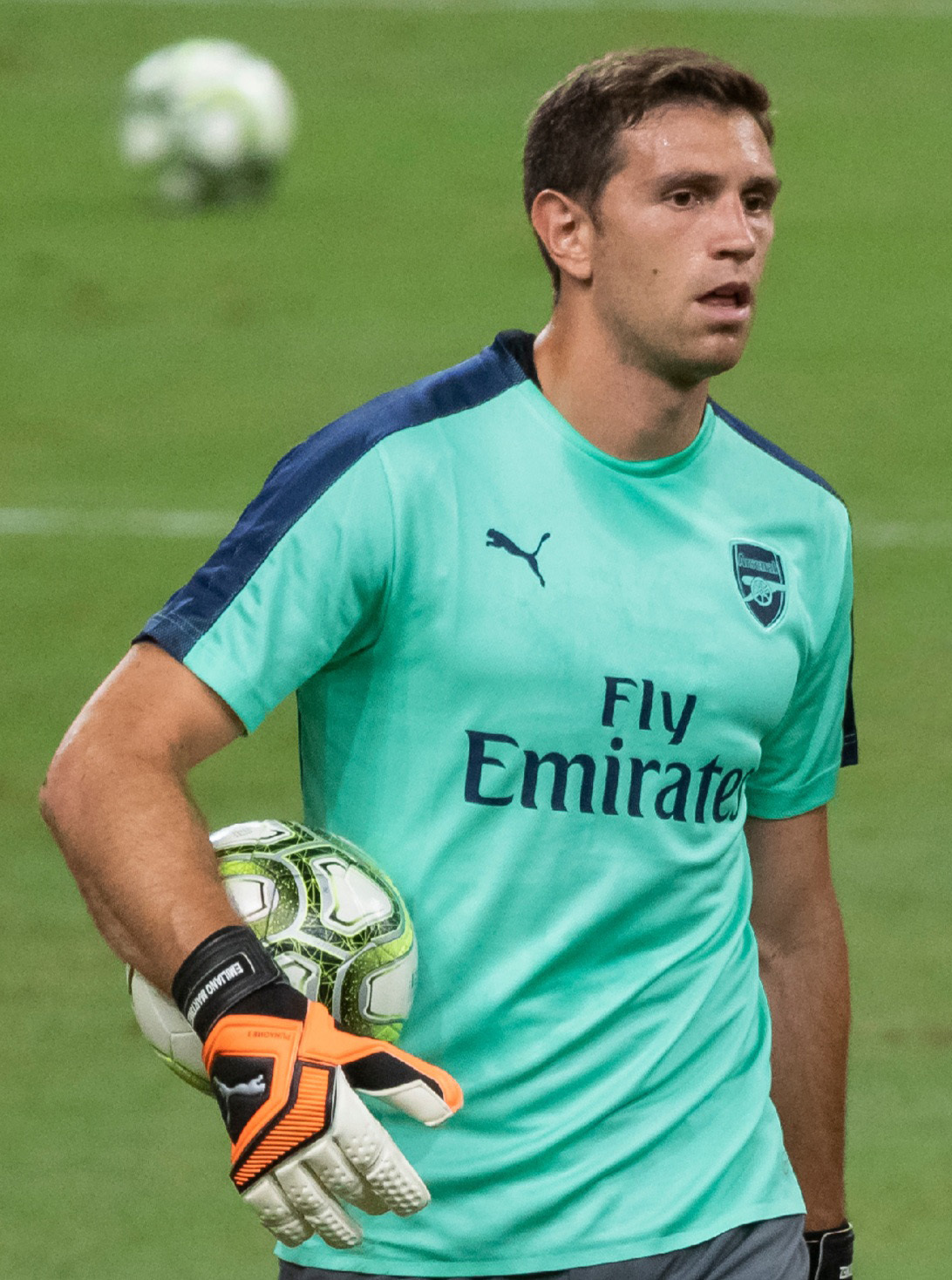
„Welttorhüter des Jahres 2024“:
Emiliano Martínez (2018)

Der Gewinner Emiliano Martínez wurde als einziger Torhüter auch für den Ballon d’Or nominiert und wurde zum zweiten Mal in Folge ausgezeichnet. Bei der Copa América 2024 gewann er mit der argentinischen Nationalmannschaft den Titel und wurde als bester Torhüter des Turniers ausgezeichnet.
| Platz | Nat.        | Torhüter              | Alter | Verein 2023/24      | Punkte |
| ----- | ----------- | --------------------- | ----- | ------------------- | ------ |
| 01.   | Argentinien | Emiliano Martínez     | 32    | Aston Villa         | 276    |
| 02.   | Spanien     | Unai Simón            | 27    | Athletic Bilbao     | 213    |
| 03.   | Ukraine     | Andrij Lunin          | 25    | Real Madrid         | 112    |
| 04.   | Italien     | Gianluigi Donnarumma  | 25    | Paris Saint-Germain | 58     |
| 05.   | Frankreich  | Mike Maignan          | 29    | AC Mailand          | 56     |
| 06.   | Schweiz     | Yann Sommer           | 35    | Inter Mailand       | 51     |
| 07.   | Georgien    | Giorgi Mamardaschwili | 24    | FC Valencia         | 50     |
| 08.   | Portugal    | Diogo Costa           | 25    | FC Porto            | 28     |
| 09.   | Sudafrika   | Ronwen Williams       | 32    | Mamelodi Sundowns   | 27     |
| 10.   | Schweiz     | Gregor Kobel          | 26    | Borussia Dortmund   | 20     |

## Kopa-Trophäe

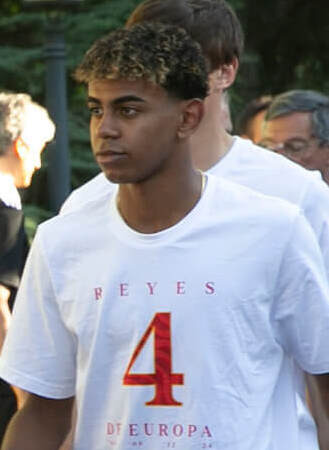
„Weltbester U21-Spieler des Jahres 2024“:
Lamine Yamal (2024)

Der Gewinner Lamine Yamal wurde als einziger Spieler auch für den Ballon d’Or nominiert. Der Spanier, der einen Tag vor dem Finale der Europameisterschaft 2024 seinen 17. Geburtstag feierte, war bei dieser Stammspieler und steuerte in 7 Einsätzen ein Tor zum Titelgewinn bei. Dabei wurde er als bester junger Spieler ausgezeichnet und in das Team des Turniers gewählt. Für den FC Barcelona hatte Lamine Yamal zuvor in der Saison 2023/24 u. a. 37 Ligaspiele (5 Tore) und 10 Champions-League-Spiele absolviert.
| Platz | Nat.           | Spieler            | Alter | Verein 2023/24       | Punkte |
| ----- | -------------- | ------------------ | ----- | -------------------- | ------ |
| 1.    | Spanien        | Lamine Yamal       | 17    | FC Barcelona         |        |
| 2.    | Turkei         | Arda Güler         | 19    | Real Madrid          |        |
| 3.    | England        | Kobbie Mainoo      | 19    | Manchester United    |        |
| 4.    | Brasilien      | Savinho            | 20    | FC Girona            |        |
| 5.    | Spanien        | Pau Cubarsí        | 17    | FC Barcelona         |        |
| 6.    | Argentinien    | Alejandro Garnacho | 20    | Manchester United    |        |
| 6.    | Portugal       | João Neves         | 20    | Benfica Lissabon     |        |
| 8.    | Elfenbeinküste | Karim Konaté       | 20    | FC Red Bull Salzburg |        |
| 8.    | Frankreich     | Mathys Tel         | 19    | FC Bayern München    |        |
| 8.    | Frankreich     | Warren Zaïre-Emery | 18    | Paris Saint-Germain  |        |

## Gerd-Müller-Trophäe
Die Gerd-Müller-Trophäe wurde erstmals von zwei Spielern gewonnen. Harry Kane und Kylian Mbappé erzielten in ihren Vereinen und Nationalmannschaften jeweils insgesamt 52 Tore.
| Platz | Nat.       | Spieler       | Alter | Verein 2023/24      | Tore |
| ----- | ---------- | ------------- | ----- | ------------------- | ---- |
| 1.    | England    | Harry Kane    | 31    | FC Bayern München   | 52   |
| 1.    | Frankreich | Kylian Mbappé | 25    | Paris Saint-Germain | 52   |

| Wettbewerb                    | Spiele | Tore |
| ----------------------------- | ------ | ---- |
| UEFA Champions League 2023/24 | 12     | 08   |
| Bundesliga 2023/24            | 32     | 36   |
| DFB-Pokal 2023/24             | 0      | 0    |
| DFL-Supercup 2023             | 01     | 0    |
|                               |        |      |
| Verein gesamt                 | 45     | 44   |
|                               |        |      |
| EM 2024                       | 07     | 03   |
| EM-2024-Qualifikation         | 04     | 03   |
| Testspiele                    | 03     | 02   |
|                               |        |      |
| Nationalmannschaft gesamt     | 14     | 08   |
|                               |        |      |
| Gesamt                        | 59     | 52   |

| Wettbewerb                    | Spiele | Tore |
| ----------------------------- | ------ | ---- |
| UEFA Champions League 2023/24 | 12     | 08   |
| Ligue 1 2023/24               | 29     | 27   |
| Coupe de France 2023/24       | 06     | 08   |
| Trophée des Champions 2023    | 01     | 01   |
|                               |        |      |
| Verein gesamt                 | 48     | 44   |
|                               |        |      |
| EM 2024                       | 05     | 01   |
| EM-2024-Qualifikation         | 04     | 05   |
| Testspiele                    | 05     | 02   |
|                               |        |      |
| Nationalmannschaft gesamt     | 14     | 08   |
|                               |        |      |
| Gesamt                        | 62     | 52   |

## Johan-Cruyff-Trophäe
Als bester Trainer im Männerfußball wurde Carlo Ancelotti ausgezeichnet, der mit Real Madrid die spanische Meisterschaft und die Champions League gewann. Beste Trainerin im Frauenfußball wurde Emma Hayes, die mit dem FC Chelsea englische Meisterin wurde.
| Platz | Nat.        | Trainer              | Alter | Mannschaft 2023/24  | Punkte |
| ----- | ----------- | -------------------- | ----- | ------------------- | ------ |
| 1.    | Italien     | Carlo Ancelotti      | 65    | Real Madrid         | 118    |
| 2.    | Spanien     | Xabi Alonso          | 42    | Bayer 04 Leverkusen | 89     |
| 3.    | Spanien     | Luis de la Fuente    | 63    | Spanien             | 63     |
| 4.    | Spanien     | Pep Guardiola        | 53    | Manchester City     | 13     |
| 5.    | Argentinien | Lionel Scaloni       | 46    | Argentinien         | 8      |
| 6.    | Italien     | Gian Piero Gasperini | 66    | Atalanta Bergamo    | 6      |

| Platz | Nat.        | Trainer          | Alter | Mannschaft(en) 2023/24            | Punkte |
| ----- | ----------- | ---------------- | ----- | --------------------------------- | ------ |
| 1.    | England     | Emma Hayes       | 48    | FC Chelsea                        |        |
| 2.    | Spanien     | Jonatan Giráldez | 32    | FC Barcelona                      |        |
| 3.    | Brasilien   | Arthur Elias     | 43    | Corinthians São Paulo / Brasilien |        |
| 4.    | Frankreich  | Sonia Bompastor  | 44    | Olympique Lyon                    |        |
| 5.    | Portugal    | Filipa Patão     | 35    | Benfica Lissabon                  |        |
| 6.    | Niederlande | Sarina Wiegman   | 55    | England                           |        |

## Mannschaft des Jahres
| Platz | Land        | Mannschaft          | Punkte |
| ----- | ----------- | ------------------- | ------ |
| 1.    | Spanien     | Real Madrid         |        |
|       | Deutschland | Borussia Dortmund   |        |
|       | Spanien     | FC Girona           |        |
|       | Deutschland | Bayer 04 Leverkusen |        |
|       | England     | Manchester City     |        |

| Platz | Land               | Mannschaft          | Punkte |
| ----- | ------------------ | ------------------- | ------ |
| 1.    | Spanien            | FC Barcelona        |        |
|       | England            | FC Chelsea          |        |
|       | Vereinigte Staaten | NJ/NY Gotham FC     |        |
|       | Frankreich         | Olympique Lyon      |        |
|       | Frankreich         | Paris Saint-Germain |        |

## Sócrates-Preis
Zum dritten Mal wurde der Sócrates-Preis (französisch Prix Socrates) vergeben. Der Preis, der nach dem Brasilianer Sócrates benannt ist, zeichnet Engagement für soziale und karitative Projekte aus. Geehrt wurde Jennifer Hermoso für ihr Engagement für Frauenrechte.